# Торинава, Ираклий
Ираклий Торинава (12 апреля 1994, Санкт-Петербург, Россия) — российский футболист, полузащитник эстонского клуба «Калев» (Силламяэ).

## Биография
Родился 12 апреля 1994 года в Санкт-Петербурге.
За основной состав «Калева» дебютировал 28 июля 2012 года в матче чемпионата Эстонии по футболу против «Нымме Калью». 2014 год провёл на правах аренды в клубе «Ирбис» (Кивиыли), игравшем в Первой лиге.